# Oscarella membranacea
Oscarella membranacea är en svampdjursart som beskrevs av Jörn Hentschel 1909. Oscarella membranacea ingår i släktet Oscarella och familjen Plakinidae.
Artens utbredningsområde är havet kring Australien. Inga underarter finns listade i Catalogue of Life.